# Mimela parva
Mimela parva är en skalbaggsart som beskrevs av Lin 1966. Mimela parva ingår i släktet Mimela och familjen Rutelidae. Inga underarter finns listade i Catalogue of Life.